# Ternóvskaia (Krasnodar)
|  | Per a altres significats, vegeu «Ternóvskaia». |

Ternóvskaia - Терновская (rus) és una stanitsa del krai de Krasnodar, a Rússia. Es troba a la vora del Ternovka, afluent per l'esquerra del Ieia. És a 21 km a l'oest de Tikhoretsk i a 140 km al nord-est de Krasnodar.
Pertanyen a aquesta stanitsa els possiolki de Poroixínskaia i Vperiod i l'stanitsa de Novoromànovskaia.